# カゲユトモミ
カゲユ トモミ（勘解由 友見、本名:川俣（かわまた）友見（旧姓：勘解由）1976年12月7日 - ）は愛知県出身のシンガーソングライター。1998年にデビューした。2009年現在、愛知県豊橋市でライブ活動している。

## ディスコグラフィー

### オリジナル・アルバム
1. lemon & milk
2. 目に手にアイに誓うもの

### ミニ・アルバム
1. アイスる

### シングル
1. キセキ
2. こんなに醜いあたしの顔をみつめないで
3. 80階建てエレベーターの中
4. アイなる賛歌／イノチノコトバ
5. 晴れない日 ～コンドイツモアエル～